# Trasdós

Esquema de un arco
1. Clave 2. Dovela 3. Trasdós 4. Imposta 5. Intradós 6. Flecha 7. Luz, vano 8. Contrafuerte.

Trasdós proviene del latín extra, fuera, al exterior y dorsum, dorso.
El trasdós es un término arquitectónico que designa la superficie superior externo convexo de un arco o bóveda. A veces se denomina extradós.
También designa el lomo de una dovela, que suele estar oculta por estar dentro de la construcción.
Se contrapone con la voz intradós.

## Muros de contención
En un muro de contención, el trasdós es la cara del muro en contacto con el material contenido y opuesta al intradós.

## Aeronáutica
En aeronáutica, se llama extradós a la superficie superior curva del ala de un avión o de un perfil aerodinámico.
Es donde se crea una zona de baja presión estática (perpendicular a su superficie) y mayor velocidad del aire (tangente a su superficie), en comparación al intradós del ala de una aeronave, lo que permite al ala generar sustentación, logrando así elevar a la aeronave.